# Список послов СССР и России в Венесуэле
В статье представлен список послов СССР и России в Венесуэле.

## Хронология дипломатических отношений
- 14 марта 1945 — установлены дипломатические отношения на уровне посольств.
- 13 июня 1952 — дипломатические отношения прерваны правительством СССР.
- 16 апреля 1970 — дипломатические отношения восстановлены.

## Список послов
| СССР                              |                                    |           |                  |  |
| 28 июля 1945 — 25 марта 1950      | Фома Андреевич Требин              | 1904—1971 | 21 февраля 1946  |  |
| 2 октября 1970 — 19 апреля 1975   | Виктор Иванович Лихачёв            | 1914—2005 | 1 марта 1971     |  |
| 19 апреля 1975 — 14 июля 1980     | Владимир Николаевич Казимиров      | 1929—2024 | 9 июня 1975      |  |
| 14 июля 1980 — 28 апреля 1986     | Вайно Иосипович Вяльяс             | 1931—2024 | 13 сентября 1980 |  |
| 1 августа 1986 — 25 декабря 1991  | Владимир Максимович Гончаренко     | 1928—2016 |                  |  |
| Российская Федерация              |                                    |           |                  |  |
| 25 декабря 1991 — 24 января 1992  | Владимир Максимович Гончаренко     | 1928—2016 |                  |  |
| 24 января 1992 — 25 августа 1997  | Николай Михайлович Елизаров        | 1937—2020 |                  |  |
| 25 августа 1997 — 12 августа 2000 | Валерий Иванович Морозов           | 1945—     |                  |  |
| 22 августа 2000 — 11 ноября 2004  | Алексей Александрович Ермаков      | 1951—     |                  |  |
| 11 ноября 2004 — 23 июня 2009     | Михаил Иванович Орловец            | 1950—     |                  |  |
| 23 июня 2009 — 17 февраля 2020    | Владимир Фёдорович Заемский        | 1952—     | сентябрь 2009    |  |
| 17 февраля 2020 — настоящее время | Сергей Михайлович Мелик-Багдасаров | 1968—     | 30 марта 2020    |  |